# Damien Saez
Damien Saez (pronúncia em francês: [damjɛ̃ ˈsɛz]) (Saint-Jean-de-Maurienne, 1 de agosto de 1977) é um cantor e compositor francês.

## Carreira
Seu primeiro álbum Jours étranges foi lançado em 1999 pelo selo Island Records. O primeiro single deste disco "Jeune et Con" foi sucesso nas rádios do país. O segundo disco, o duplo God Blesse - Katagena saiu em 2002. Neste mesmo ano, Saez compôs a música "Sexe" para a trilha do filme Femme Fatale. "Fils de France" foi uma canção lançada em 22 de Abril de 2002 em seu website, tendo sido composta, gravada e registrada em menos de 10 horas, por ocasião das eleições presidenciais na França. Em 2004, seu terceiro álbum foi lançado, desta vez mais rock, intitulado Debbie.
Em 2008, saiu o álbum triplo Varsovie - L'Alhambra - Paris. Seu quinto trabalho foi lançado em 2010, intitulado J'accuse.

## Discografia
| Ano  | Álbum                         | Posição | Posição | Posição |
| Ano  | Álbum                         | França  | Bélgica | Suíça   |
| ---- | ----------------------------- | ------- | ------- | ------- |
| 1999 | Jours étranges                | 22      | -       | -       |
| 2002 | God blesse                    | 10      | 26      | 52      |
| 2004 | Debbie                        | 2       | 4       | 30      |
| 2008 | Varsovie - L'Alhambra - Paris | 3       | 13      | 45      |
| 2009 | A Lovers Prayer               | 9       | 20      | -       |
| 2010 | J'accuse                      | 3       | 7       | 25      |
| 2012 | Messina                       | 2       | 2       | 24      |
| 2013 | Miami                         | 4       | 14      | 26      |